# Demetrio Stratos

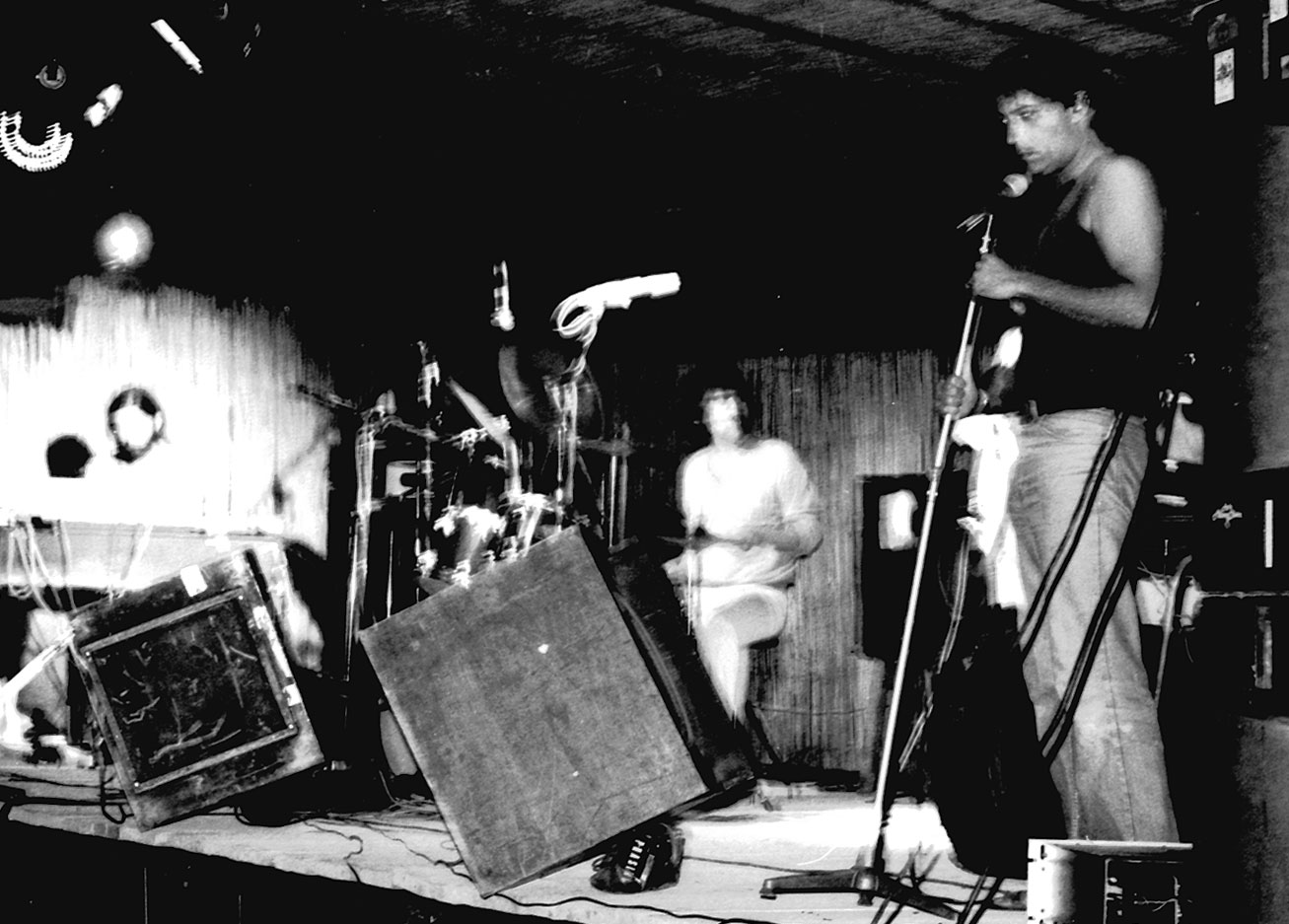
Demetrio Stratos, 1978

Demetrio Stratos (eigentlich Efstratios Dimitriou, griechisch Ευστράτιος Δημητρίου, * 22. April 1945 in Alexandria; † 13. Juni 1979 in New York City) war ein griechischer Dichter, Multi-Instrumentalist, Musiker, sowie Mitbegründer und Leadsänger der italienischen Band Area – International POPular Group. Bekannt wurde er durch seinen spielerischen und experimentellen Umgang mit der menschlichen Stimme.

## Leben
Efstratios Dimitriou ist als Kind griechischer Eltern geboren und aufgewachsen in Alexandria, Ägypten. Er erlernte Klavier und Akkordeon am National Conservatoire. Schon 1957 ging er nach Nikosia, Zypern und 1962 zog er nach Mailand, Italien, um das Politecnico di Milano zu besuchen, wo er seine erste Band gründete. Demetrio Stratos beteiligte sich 1967 an der italienischen Beatband I Ribelli und gründete 1972 die Progressive-Rock-Band Area.
Stratos spielte viele Schallplatten ein und trat solistisch, aber auch mit Area und anderen Künstlern auf Festivals in Italien, Frankreich, Portugal, der Schweiz, den Niederlanden, in Kuba und den USA auf. Er arbeitete zusammen mit Künstlern wie Lucio Battisti, Giovanni Hidalgo, Walter Marchetti, John Cage, Merce Cunningham, Jasper Johns, Andy Warhol, Grete Sultan, Paul Zukofsky, Nanni Balestrini, Claude Royet-Journoud und Antonio Porta.
Stratos starb im Memorial Hospital in New York City am 13. Juni 1979 im Alter von 34 Jahren an den Folgen einer Aplastischen Anämie.

## Diskografie

### Single
- 1972: Daddy's Dream / Since You've Been Gone (7", Numero Uno)

### Alben
- 1976: Metrodora (LP, Cramps)
- 1978: Cantare la voce (LP, Cramps)
- 1979: Le Milleuna (LP, Cramps)
- 1979: Rock And Roll Exhibition, mit Mauro Pagani, Paolo Tofani (LP, Cramps)
- 1980: Recitarcantando – „Cremona 21 Settembre 1978“, mit Lucio Fabbri (LP, Cramps)
- 1995: Concerto All'Elfo (CD, Cramps)
- 2021: Concerto Al Teatro S. Leonardo (Bologna 4 Febbraio 1979) (LP, Serie „Prog Rock Italiano“ De Agostini Publishing)

### Zusammenstellungen
- 1995: Area / Demetrio Stratos - The Real Jazz Rock (CD, Jazz & Τζαζ)
- 1999: Alla Ricerca Della Voce-Musica (CD, Cramps)
- 2002: Stratosfera (Box-Set mit den Alben Metrodora, Cantare la voce, Recitarcantando, Le Milleuna, Concerto All'Elfo) (5CD, Cramps)

### Video
- 1994: Suonare la Voce (VHS, Cramps, DVD 2006)